# (500571) 2012 UX70
(500571) 2012 UX70 es un asteroide perteneciente al cinturón de asteroides descubierto el 8 de octubre de 2007 por el equipo del Mount Lemmon Survey desde el Observatorio del Monte Lemmon, Arizona, Estados Unidos.

## Designación y nombre
Designado provisionalmente como 2012 UX70.

## Características orbitales
2012 UX70 está situado a una distancia media del Sol de 2,980 ua, pudiendo alejarse hasta 3,536 ua y acercarse hasta 2,424 ua. Su excentricidad es 0,186 y la inclinación orbital 7,226 grados. Emplea 1879,26 días en completar una órbita alrededor del Sol.

## Características físicas
La magnitud absoluta de 2012 UX70 es 17. 